# Berliner Fußball-Club Viktoria 1889
El Berliner Fußball-Club Viktoria 1889 fou un club de futbol alemany de la ciutat de Berlín, districte de Tempelhof.

## Història
El 6 de juny de 1889 es fundà el Berlin Thorball and Football Club Viktoria (BTuFC Viktoria 89). Fou membre fundador de la DBF l'any 1900. A més del futbol, practicava el rugbi i el criquet. Ràpidament assolí èxits, com el campionat de la ciutat durant cinc temporades consecutives, de 1893 a 1897. A més, guanyà el campionat alemany el 1908 i el 1911. A partir de la dècada dels vint disputà la Oberliga Berlin-Brandenburg i durant el Tercer Reich, des de 1933, la Gauliga Berlin-Brandenburg. Aleshores ja actuava amb el nom de Berliner FC Viktoria 89. Guanyà el títol de divisió el mateix 1933 i arribà a semifinals del campionat alemany. Durant la Guerra Mundial jugà amb el nom combinat KSG Lufthansa/Viktoria 89 Berlin. Acabada la Guerra, el club fou dissolt per les autoritats aliades.
Renasqué el 1945 amb el nom SG Tempelhof , reclamant l'antic nom BFC Viktoria 89 Berlin el 12 de juliol de 1947. Fins inicis de la dècada de 1960 disputà la Oberliga Berlin, que guanyà el 1955 i 1956. Quan es formà la Bundesliga el 1963, l'equip de la capital escollit per representar la ciutat fou el Hertha BSC Berlin. Des d'aleshores el club ha jugat a les categories inferiors del futbol alemany.

## Criquet
El Viktoria té una llarga tradició en el món del criquet. Disputa la Cricket Bundesliga, en categoria masculina i femenina. La paraula Thorball o Torball, inclosa en el nom original del club, es feia servir en el tombant de segles XIX a XX per designar aquest esport. El club ha guanyat diversos campionats alemanys en aquest esport.

## Palmarès

### Futbol
- Lliga alemanya de futbol (3):
  - 1893-94 (no oficial),[1][2] 1907-08, 1910-11
- Campionat de Brandenburg (16):
  - 1893, 1894, 1895, 1896, 1897, 1902, 1907, 1908, 1909, 1911, 1913, 1916, 1919, 1934, 1955, 1956
- Berliner Landespokal (6):
  - 1907, 1908, 1909, 1926, 1927, 1953

### Criquet
- Lliga alemanya masculina (21):
  - 1896, 1897, 1898, 1899, 1909, 1914, 1915, 1916, 1918, 1921, 1922, 1923, 1925, 1952, 1953, 1954, 1955, 1956, 1957, 1958, 1959
- Lliga alemanya femenina (1):
  - 2006